# 聊齋圖說

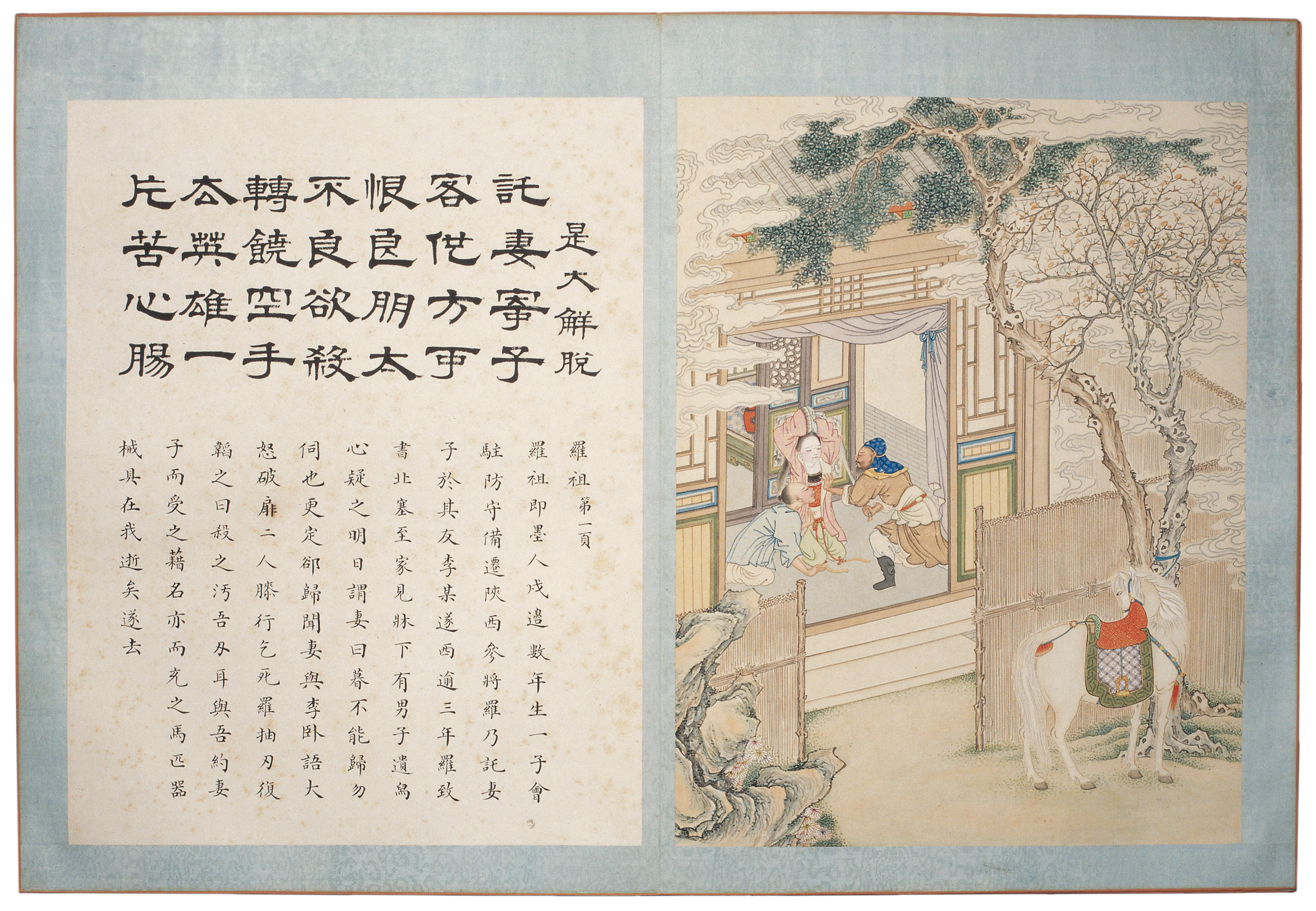
《聊斋图说》之

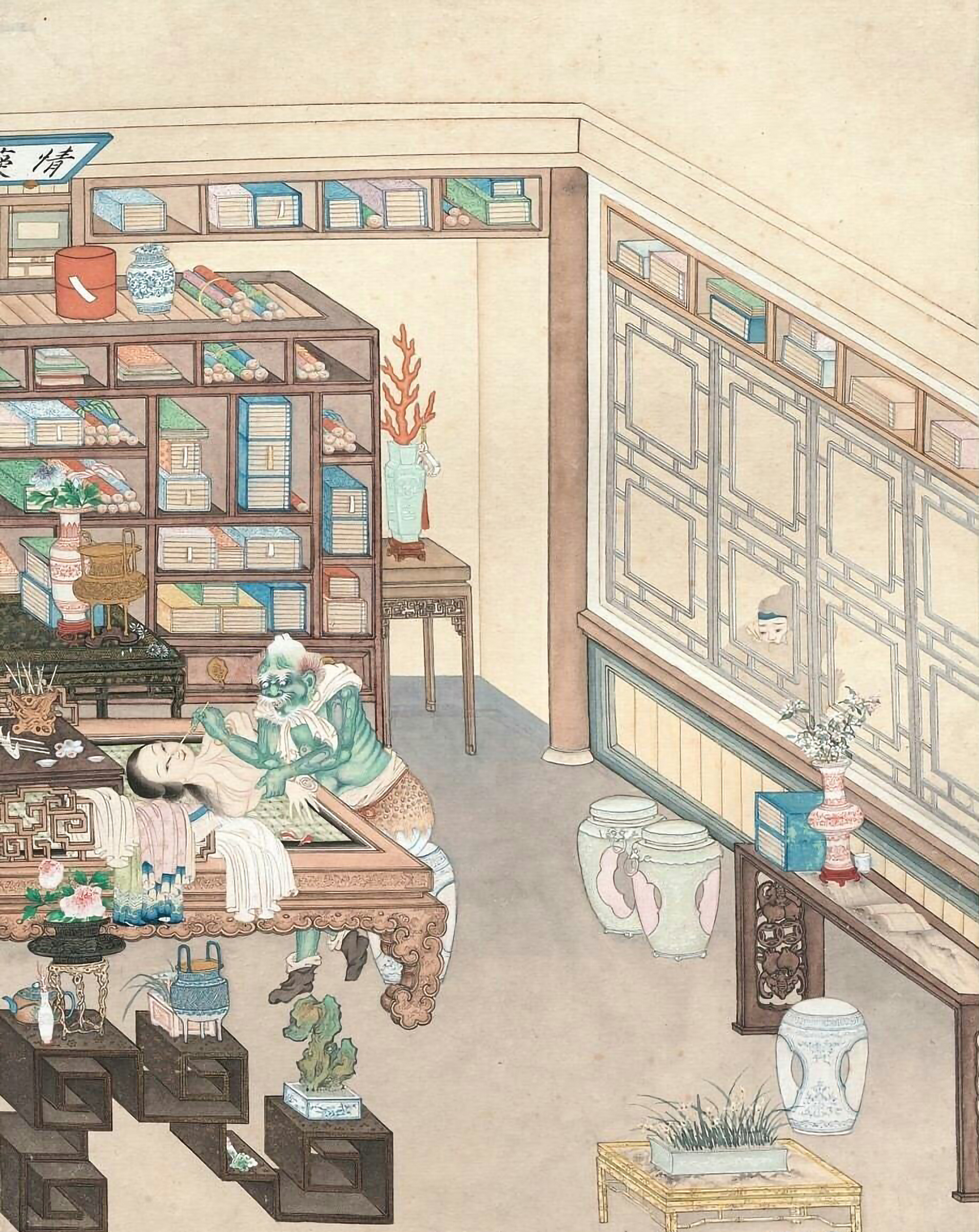
《聊斋图说》之的第二帧“窥窗见鬼”

《聊斋图说》是根据蒲松龄《聊斋志异》创作的连环图册。绘制于清光绪年间，绘图精美雅致，艺术水平较高。共计48册，除前2册外的46册藏于中国国家博物馆。

## 历史
《聊斋图说》于清光绪年间，由上海商人徐润的策划组织画家绘制，并被徐润呈献给清廷（可能是作为慈禧太后六十寿辰的贺礼）。第3至48册在1900年八国联军侵华之际，遭俄罗斯帝国军队劫走，而前两册则长期下落不明。被劫走的《聊斋图说》先被赠予海参崴东方研究所，后转到远东大学。苏联成立后收藏于苏联科学院东方研究所。1958年4月19日，苏联对外文化联络委员会将其移交归还中国驻苏联大使馆。同年7月，中华人民共和国文化部将其拨给北京图书馆收藏。1959年，调至中国历史博物馆（今中国国家博物馆）收藏。
2015年香港邦瀚斯春季拍卖会、2020年10月中贸圣佳25周年春季艺术品拍卖会上，各拍出一册《聊斋图说》，二者题签均作“聊斋图说第二册”，但内容完全不同。有学者认为该两册《聊斋图说》均为原装佚本，并根据篇目编排认为邦瀚斯拍本实为第一册，中贸圣佳拍本为第二册。

## 规格及内容
画册以折叠式装裱，上下木夹板，封面、封底裱以织锦，纵52厘米、横38厘米。封面题签隶书“聊斋图说”，其下小字楷书标明册数。右半开绘图，左半开文字。文字的上半部分是隶书画名及编绘者题诗，下半部分写故事内容（根据青柯亭本文字缩编而成）。绘画为晚清仕女画风格，笔法细腻，色彩华丽。每篇故事长短各异，少则1页，多则7页。中国国家博物馆收藏的46册《聊斋图说》共收录《聊斋》故事420则（另说418则），绘图725幅。